# Franz Pany
Franz Norbert Pany (* 4. August 1957 in Heidelberg; † 27. August 2021 in München) war ein deutscher Stiftungsfunktionär. Bis 2014 war er Bundesvorsitzender der Sudetendeutschen Landsmannschaft.

## Werdegang
Nach einem Studium der Rechtswissenschaften von 1978 bis 1985 an der Ludwig-Maximilians-Universität München und einem weiteren Studium der Politikwissenschaft ebenfalls an der LMU von 1986 bis 1992 war Pany ab 1988 Angestellter des Bundesverbandes der Sudetendeutschen Landsmannschaft, seit 1994 als deren Bundesgeschäftsführer. Von 2001 bis 2020 war Pany Stiftungsdirektor und hauptberufliches Vorstandsmitglied der Kirchlichen Stiftung des öffentlichen Rechts „Katholische Bildungsstätten für Sozialberufe in Bayern“, die u. a. Trägerin der Katholischen Stiftungsfachhochschule München ist.
Pany engagierte sich ehrenamtlich in verschiedenen sudetendeutschen Organisationen. So war er seit 1991 Vorsitzender des Heimatverbandes der Marienbader und von 2002 bis 2014 Landesobmann der Sudetendeutschen Landsmannschaft in Bayern. Von 2008 bis 2014 war er Bundesvorsitzender der Sudetendeutschen Landsmannschaft, von Februar 2011 bis Juni 2015 zudem Vorstandsvorsitzender der Sudetendeutschen Stiftung.
Bei der Landtagswahl 2013 kandidierte Pany auf der oberbayerischen CSU-Liste, konnte aber kein Mandat erringen.
Pany war verheiratet und hat einen Sohn.